# Penbutolol
Penbutolol (tên biệt dược Levatol, Levatolol, lobeta, Paginol, Hostabloc, Betapressin) là một loại thuốc trong nhóm thuốc chẹn beta, được sử dụng trong điều trị tăng huyết áp. Penbutolol có thể liên kết với cả thụ thể adrenergic beta-1 và thụ thể adrenergic beta-2 (hai loại phụ), do đó làm cho nó trở thành một thuốc chẹn select không chọn lọc. :Table 10-2, p 252 Penbutolol là một loại thuốc giao cảm với các đặc tính cho phép nó hoạt động như một chất chủ vận từng phần tại các thụ thể β adrenergic.
Thuốc đã được FDA chấp thuận vào năm 1987  và đã bị rút khỏi thị trường Hoa Kỳ vào tháng 1 năm 2015.

## Sử dụng trong y tế
Penbutolol được sử dụng để điều trị tăng huyết áp mức độ nhẹ đến trung bình. Giống như các thuốc chẹn beta khác, đây không phải là điều trị đầu tiên cho chỉ định này.
Nó không nên được sử dụng hoặc chỉ được sử dụng thận trọng ở những người bị suy tim và những người mắc bệnh hen suyễn. Nó có thể che giấu hiệu lượng đường thấp trong máu ở những người mắc bệnh tiểu đường và nó có thể che giấu các dấu hiệu của bệnh cường giáp.
Các nghiên cứu trên động vật cho thấy một số dấu hiệu rắc rối tiềm ẩn đối với phụ nữ đang mang thai và nó chưa được thử nghiệm ở những phụ nữ đang mang thai. Người ta không biết liệu penbutolol được tiết ra trong sữa mẹ hay không.

## Tác dụng phụ
Penbutolol có tần suất xảy ra tác dụng phụ thấp. Những tác dụng phụ bao gồm chóng mặt, nhức đầu nhẹ và buồn nôn.

## Dược lý

### Dược lực học
Penbutolol có thể liên kết với cả thụ thể adrenergic beta-1 và thụ thể adrenergic beta-2 (hai thứ type), do đó làm cho nó trở thành một thuốc chẹn select không chọn lọc. :Table 10-2, p 252 Penbutolol là một loại thuốc giao cảm với các đặc tính cho phép nó hoạt động như một chất chủ vận từng phần tại các thụ thể β adrenergic.
Chặn các thụ thể β adrenergic làm giảm nhịp tim và cung lượng tim để hạ huyết áp động mạch. Thuốc chẹn β cũng làm giảm nồng độ renin, cuối cùng dẫn đến việc ít nước được tái hấp thu bởi thận và do đó làm giảm thể tích máu và huyết áp.
Penbutolol tác động lên thụ thể β1 adrenergic ở cả tim và thận. Khi các thụ thể β1 được kích hoạt bởi một catecholamine, chúng kích thích protein G kết hợp kích hoạt adenylyl để chuyển adenosine triphosphate (ATP) thành adenosine monophosphate vòng (cAMP). Sự gia tăng cAMP cuối cùng làm thay đổi sự di chuyển của các ion calci trong cơ tim và làm tăng nhịp tim. :213-214 Penbutolol ngăn chặn điều này và làm giảm nhịp tim, làm giảm huyết áp. :40
Khả năng penbutolol hoạt động như một chất chủ vận từng phần chứng tỏ hữu ích trong việc ngăn ngừa nhịp tim chậm do giảm nhịp tim quá mức. Penbutolol liên kết β1 thụ thể adrenergic cũng làm thay đổi chức năng thận. Trong điều kiện sinh lý bình thường, enzyme renin chuyển đổi angiotensinogen thành angiotensin I, sau đó sẽ được chuyển đổi thành angiotensin II. Angiotensin II kích thích giải phóng aldosterone từ tuyến thượng thận, gây giảm khả năng giữ nước và điện giải, cuối cùng làm tăng bài tiết nước và giảm thể tích và áp lực máu. :221
Giống như propanolol và pindolol, nó là chất đối kháng thụ thể serotonin 5-HT<sub id="mwPw">1A</sub> và 5-HT<sub id="mwQQ">1B</sub>; phát hiện này của một số nhóm trong những năm 1980 đã tạo ra sự phấn khích trong số những người thực hiện nghiên cứu về hệ thống serotonin vì các chất đối kháng như vậy rất hiếm tại thời điểm đó. :111-14

### Dược động học
Penbutolol được hấp thu nhanh qua đường tiêu hóa, có sinh khả dụng trên 90%, và có tác dụng nhanh chóng. Penbutolol có thời gian bán hủy là 5 giờ. :Table 10-2, p 252

## Xã hội và văn hoá

### Khả dụng
Penbutolol đã được FDA chấp thuận vào năm 1987. Vào tháng 1 năm 2015, FDA thừa nhận rằng penbutolol không còn được bán trên thị trường ở Mỹ và xác định rằng loại thuốc này không được rút vì lý do an toàn.